# 科利爾斯伍德站
科利爾斯伍德站（英語：Colliers Wood tube station）是倫敦地鐵的一個車站，位於南倫敦。科利爾斯伍德站是北線的車站，位於默頓高街。科利爾斯伍德站位於倫敦第3收費區。車站開通於1926年9月13日。 

## 外部連結
- London Transport Museum Photographic Archive （页面存档备份，存于）
  - Construction of escalators at Colliers Wood, 1926
  - Colliers Wood station, 1927
  - View along Platform, 1934
  - Colliers Wood station, 2001